# БМВ у Формулі-1
Німецький виробник автомобілів BMW брав участь у Формулі-1 з перших сезонів Чеміпіонату світу. Компанія виступала у перегонах у 1950-х і 1960-х роках, часто за регламентом Формули-2, перш ніж створити рядний чотирициліндровий двигун з турбонаддувом BMW M12/13 у 1980-х роках. Цей двигун став результатом угоди між BMW і Brabham, згідно з якою шасі команди оснащувалися двигунами BMW з 1982 по 1987 рік. Найвищим досягненням цієї співпраці стало чемпіонство Нельсона Піке в 1983 році за кермом Brabham BT52 з двигуном BMW. Протягом цього періоду BMW також постачала двигуни M12/13 на замовлення командам ATS, Arrows, Benetton і Ligier. У 1988 році команда Brabham тимчасово покинула Формулу-1, а компанія BMW відмовилася від офіційної підтримки двигунів, які все ще використовувалися командою Arrows під маркою Megatron. Двигуни з турбонаддувом були заборонені оновленим технічним регламентом Формули-1 на сезон 1989 року, що означало кінець для двигунів M12/13.
Наприкінці 1990-х BMW вирішила повернутися до Формули-1, підписавши ексклюзивний контракт з командою Williams, яка потребувала нового довгострокового постачальника двигунів після виходу Renault у 1997 році. Результатом програми стало створення нового двигуна V10, який дебютував у перегонах на Williams FW22 у 2000 році. У наступному році Williams з двигунами BMW почали боротися за перемоги в гонках, але бажане чемпіонство так і не вдалося досягти через домінування Міхаеля Шумахера та Ferrari у першій половині 2000-х років. До 2005 року стосунки між BMW і Williams погіршилися, і BMW вирішила розлучитися з командою Френка Вільямса і придбати конкуруючу команду Sauber.
Проект BMW Sauber тривав з 2006 по 2009 рік і призвів до значного підвищення результатів колишньої швейцарської приватної команди. Після двох фінішів на подіумі в перший рік послідувало солідне третє місце в Кубку конструкторів у 2007 році, яке стало другим після дискваліфікації команди McLaren. У 2008 році Роберт Кубіца здобув першу та єдину перемогу для команди на Гран-прі Канади, і деякий час лідирував у чемпіонаті серед пілотів, але команда вирішила зосередитися на розробці нового боліда 2009 року та втратила конкурентну форму до кінця сезону. Сезон 2009 року став великим розчаруванням, оскільки шасі F1.09 виявилося неконкурентоспроможним. У поєднанні з глобальною фінансовою рецесією та розчаруванням компанії обмеженнями сучасних технічних правил у розробці технологій, пов’язаних із дорожніми автомобілями, BMW вирішила вийти зі спорту, продавши команду її засновнику Петеру Зауберу.

## Участь в 1950-1960-х роках

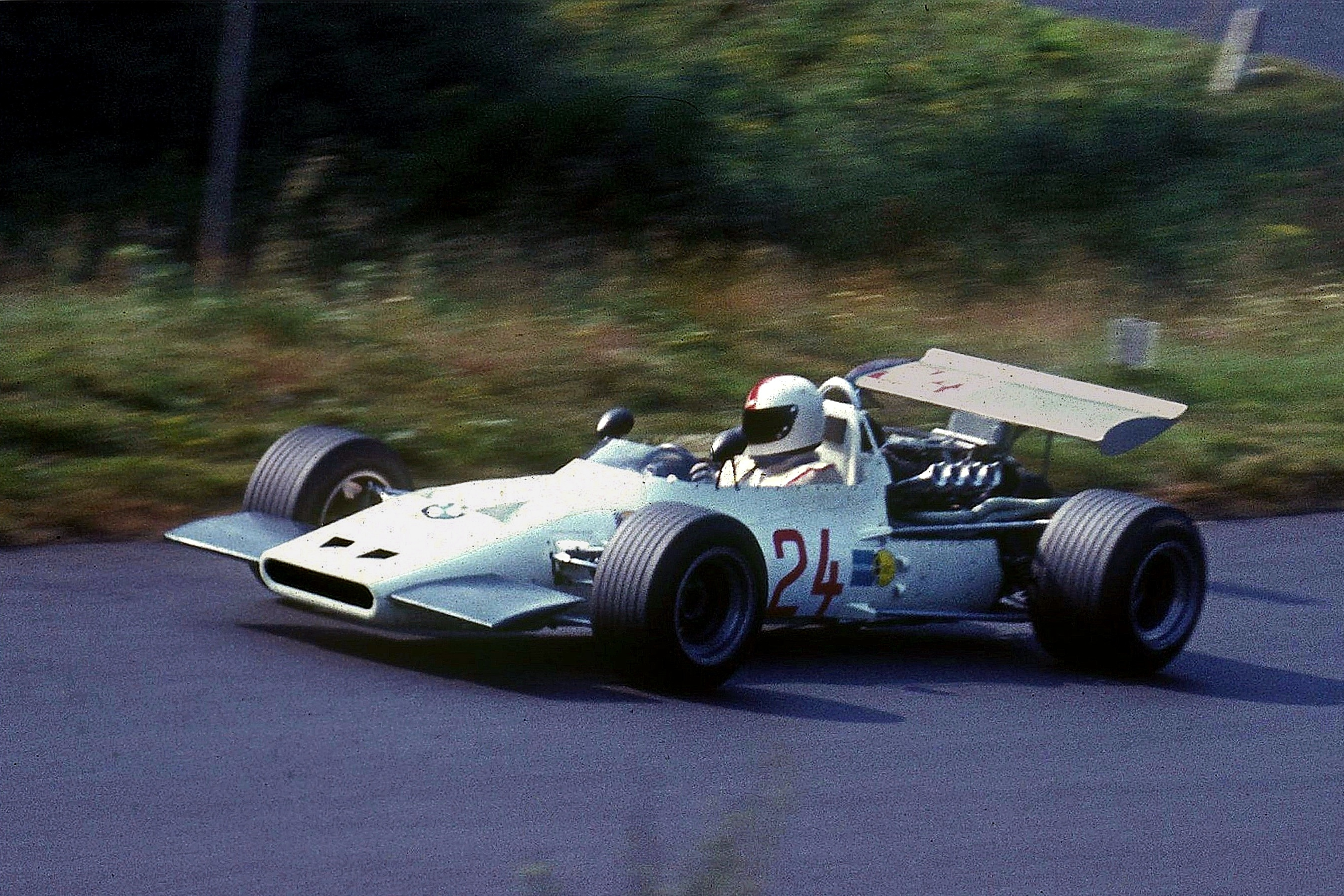
Герхард Міттер за кермом боліда BMW 269 Формули-2 на якому він потрапив в смертельну аварію під час практики на Гран-прі Німеччини 1969 року.

У перші роки післявоєнного Чемпіонату світу Формули-1 приватні гоночні автомобілі BMW, засновані на довоєнному шасі BMW 328, брали участь у Гран-прі Німеччини 1952 та 1953 років. Компанії Alex von Falkenhausen Motorenbau (AFM) та Veritas використовували похідні від BMW автомобілі в окремих гонках з 1951 по 1953 роки. Чемпіонат фактично проводився відповідно до правил Формули-2, що дозволяло автомобілям BMW брати участь у перегонах. Серед модифікованих 328 був один з двигуном позаду (відомий як «Heck», німецький автомобільний термін, що означає «задній»), конструктивна особливість, яка стала стандартною у Формулі-1 на початку 1960-х після подальшого успіху команди Cooper.
У 1960-х роках Гран-прі Формули-1 в Німеччині часто проводилася одночасно з гонками Формули-2 на тій же трасі, що дозволяло брати участь болідам BMW Формули-2. Команда BMW разом з пілотом Губертом Гане взяли учатсь в Гран-прі Німеччини 1967 року, використовуючи шасі Lola Формули-2 зі збільшеним двигуном BMW, що означало, що воно відповідало правилам Формули-1, тоді як Девід Гоббс, що виступав за команду Lola, взяв участь в гонці з такою ж комбінацією шасі та двигуна, але зі стандартним малим двигуном BMW. У гонці 1968 року Гане повернувся з комбінацією попереднього року та фінішував десятим, що стало найкращим результатом BMW в Формулі-1 на той момент. Для гонки 1969 року BMW представила три власних шасі 269 Формули-2, для тріо Гане, Герхарда Міттера та Дітера Квестера, але Міттер отримав смертельну травму в аварії під час вільного заїзду, і решта команди відмовилася від участі в гонці.

## Постачальник двигунів

### Brabham, ATS, Arrows, Benetton та Ligier (1982–1988)

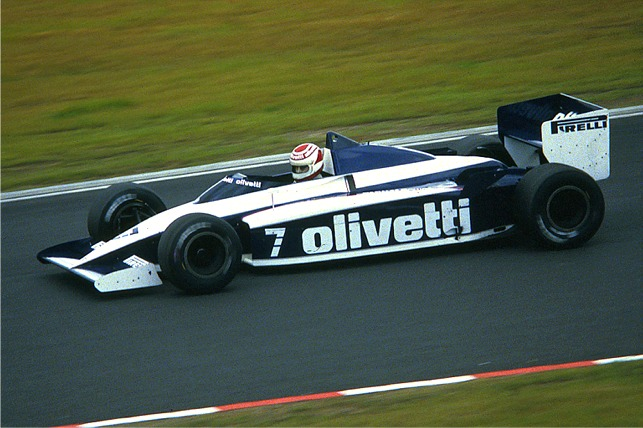
Співпраця між BMW і Brabham тривала з по рік. На фото Нельсон Піке за кермом Brabham BT54 з двигуном BMW на Гран-прі Німеччини 1985 року.

Після початку в 1977 році проекту Формули-1 Renault з двигуном з турбонаддувом і подальшого зростання їх успіху, в BMW вирішили розробити власний турбодвигун для Формули-1, програму, про яку вони оголосили ЗМІ в квітні 1980 року. Двигун базувався на агрегаті M10, чотирициліндровому 1,5-літровому атмосферному двигуні, який був розроблений наприкінці 1950-х років. Його гоночна похідна модель M12 також використовувалася в гонках протягом усього проміжного періоду, виграючи гонки Формули-2 та інших категорій. У 1979 і 1980 роках BMW надала парк ідентичних автомобілів BMW M1 для пілотів Формули-1 та інших професійних гонщиків для участі в чемпіонаті BMW M1 Procar Championship, раунди якого проводилися під час гоночних вікендів Гран-прі, таким чином зміцнюючи зв'язки марки з Формулою-1. У той же час Йохен Неерпаш наглядав над розробкою Пауля Роше прототипу 1,4-літрового турбодвигуна, який згодом розвивав 600 к.с. при тиску 2,8 бар. Він був оснащений єдиним турбокомпресором Kühnle, Kopp & Kausch (KKK) і електронікою Bosch, включаючи систему впорскування палива. Цей двигун ліг в основу дизайну M12/13, гоночного агрегату, який постачався компанією BMW п'яти командам Формули-1 з 1982 по 1988 рік.
Початкові дискусії були проведені з дворазовим чемпіоном світу Нікі Лаудою та McLaren щодо кампанії 1980 року, але правління BMW відхилило прохання Неерпаша щодо програми. Тоді Неерпаш залишив свою посаду, щоб приєднатися до французької марки Talbot, яка також планувала приєднатися до Формули-1, у цьому випадку з командою Ligier. Неерпаш організував продаж двигуна Роше M12/13 компанії Talbot, але Роше та наступник Неерпаша, Дітер Стапперт, успішно опротестували це рішення перед правлінням, аргументуючи це тим, що M12/13 був похідним від двигуна, що встановлювався на дорожні автомобілі BMW, а його потенційний успіх міг бути надзвичайно цінним для BMW з точки зору маркетингу та продажів. Таким чином, BMW домовилася про ексклюзивну поставку двигунів M12/13 для команди Brabham.
Випробування M12/13 розпочалися наприкінці 1980 року з шасі Brabham BT49, що було адаптоване під цей двигун. Дизайнер команди Гордон Мюррей розробив нову машину, BT50 для двигуна, але вона була завершена лише в сезоні 1981 року. BT50 мав подовжену колісну базу та більший паливний елемент, ніж BT49, щоб відповідати вимогам потужнішого двигуна з турбонаддувом, а також був одним із перших болідів Формули-1 із вбудованою телеметрією як засобом моніторингу впорскування палива. Головний пілот команди, Нельсон Піке, тестував BT50 протягом 1981 року, але машина виявлялася хронічно ненадійною, доки наприкінці року Bosch не представив цифрову електронну систему керування, яка одразу покращила ситуацію. В сезоні 1981 року BT50 з'явився лише один раз на гоночному вікенді в Великій Британії, де Піке встановив кваліфікаційний час на 0,7 секунди повільніше за його спробу на BT49 з двигуном Cosworth DFV. BT50 мав погану керованість, але зміг показати швидкість 309 км/год, що було приблизно на 24 км/год швидше, ніж BT49. Попри це Піке вдалося здобути чемпіонство провівши весь сезон за кермом BT49.
Brabham розпочав сезон 1982 року з двома шасі BT50 з двигуном BMW на Гран-прі Південної Африки, де Нельсон Піке та Ріккардо Патрезе кваліфікувалися другим і четвертим відповідно, але обидва зійшли в першій половині гонки. Відчуваючи, що двигуни BMW ще повністю не готові до перегонів, керівник команди Берні Екклстоун вирішив використовувати шасі BT49 з двигуном Cosworth на Гран-прі Бразилії. Перемогу в гонці здобув Піке, але пізніше був дискваліфікований за обхід мінімального обмеження ваги за допомогою «гальм з водяним охолодженням». Обидва гонщики також виступили за кермом BT49 на Гран-прі США-Захід, а Гран-прі Сан-Марино команда бойкотувала в рамках триваючої війни між FISA та FOCA. На наступному Гран-прі Бельгії Піке та Патрезе повернулися до BT50, але Піке фінішував в трьох колах позаду переможця, а Патрезе зійшов, вилетівши у загорожу через проблеми з гальмами. Оскільки відносини між Brabham, BMW і Parmalat стали напруженими, Екклстоун був змушений піти на компроміс: Піке продовжив виступати за кермом BT50, а Патрезе повернувся до BT49 з двигуном Cosworth. На Гран-прі Монако Патрезе переміг, тоді як Піке був більш ніж на дві секунди повільнішим у кваліфікації та зійшов з гонки через проблеми з коробкою передач. Найгірший момент для двигунів BMW у Формулі-1 на той час стався на Гран-прі Детройта, де проблеми з надійністю двигуна завадили Піке пройти кваліфікацію.
Справи BMW раптово покращилися на наступній гонці в Канаді, де прохолодні умови краще підходили для двигунів з турбонаддувом і дозволили Піке здобути першу перемогу для BMW в Формулі-1, в той час як Патрезе фінішував другим на BT49. Після цього обидва пілоти перейшли на BT50 до кінця сезону і почали використовувати радикальну стратегію Мюррея – заплановані піт-стопи для дозаправки в середині гонки, щоб пілоти могли демонструвати швидший темп на легших болідах. Однак машина все ще була ненадійною, тому Піке та Патрезе обмежилися лише чотирма фінішами до кінця сезону. Попри ненадійність, двигуни BMW демонстрували впевнену швидкість — Піке зійшов під час лідерства на Гран-прі Великої Британії, Франції та Німеччини, тоді як Патрезе також зійшов під час лідерства на Гран-прі Австрії. В цьому сезоні Патрезе також показав перше найшвидше коло для двигуна BMW на Гран-прі Франції, а Піке взяв першу поул-позицію BMW в Австрії.
У сезоні 1983 року підвищена надійність двигуна BMW у новому BT52 дозволила Піке виграти чемпіонат серед пілотів, після того як він наздогнав та обійшов Алена Проста з Renault в турнірній таблиці. Відсутність стабільних результатів від Патрезе за кермом другого боліда завадила команді поборотися за Кубок конструкторів і Branham завершили сезон на третьому місці. Загалом в цьому році Піке здобув три перемоги, а Патрезе виграв фінал сезону. Цього сезону BMW також почала постачати свої двигуни німецькій команді ATS, але їх єдиний пілот Манфред Вінкельгок не зміг набрати жодних очок.
У сезоні 1984 року BMW розширилася до постачання своїх двигунів трьом командам, розпочавши співпрацю з Arrows. Шасі A7 команди не було готове на початку сезону, і пілоти Марк Зурер і Тьєрі Бутсен виступали за кермом A6 з двигуном Cosworth у десяти з 32 заявок, але набрали три очки з двигунами BMW пізніше в цьому році. ATS знову не змогли здобути очок ані з Вінкельгоком, ані з Герхардом Бергером, і вирішили покинути Формулу-1 наприкінці сезону після втрати двигунів BMW. В Brabham Нельсон Піке не зміг захистити свій титул через домінацію двох пілотів McLaren, Нікі Лауду та Алена Проста. Піке здобув дев'ять поул-позицій протягом сезону, але зійшов в такої ж кількості гонок, а McLaren зазвичай були швидшими саме під час перегонів, хоча він зумів здобути дві перемоги на Гран-прі Канади та Детройта. За кермом другого боліда Brabham у більшості перегонів виступав Тео Фабі, який намагався брати участь у повному сезоні CART, але повністю присвятив себе Формулі-1 в другій половині сезону. Через американські зобов'язання він пропустив три гонки, в яких його замінив брат Коррадо. За команду також виступив Манфред Вінкельгок в останній гонці сезону після того, як батько братів Фабі помер незадовго до події. Команда завершила сезон на четвертому місці в Кубку конструкторів, що стало розчаруванням після успішного попереднього сезону.
У 1985 році команда Brabham перейшла на шини Pirelli, які раніше не були особливо конкурентоспроможними проти відомих постачальників Goodyear і Michelin, в надії, що італійська компанія зможе надати індивідуальні шини, які особливо підійдуть для нового шасі BT54. Це виявилося помилкою, оскільки Піке зміг виграв лише гонку в Франції, а команда опустилася з четвертого на п’яте місце в Кубку конструкторів. Команда продовжила використовувати чітку політику щодо пілота номер один, в той час як друге місце знову було розділено, цього разу між Франсуа Есно та Марком Зурером. Arrows, навпаки, провели значно кращий сезон, набравши 14 очок разом з Бергером і Бутсеном, включаючи подіум для останнього на Гран-прі Сан-Марино.

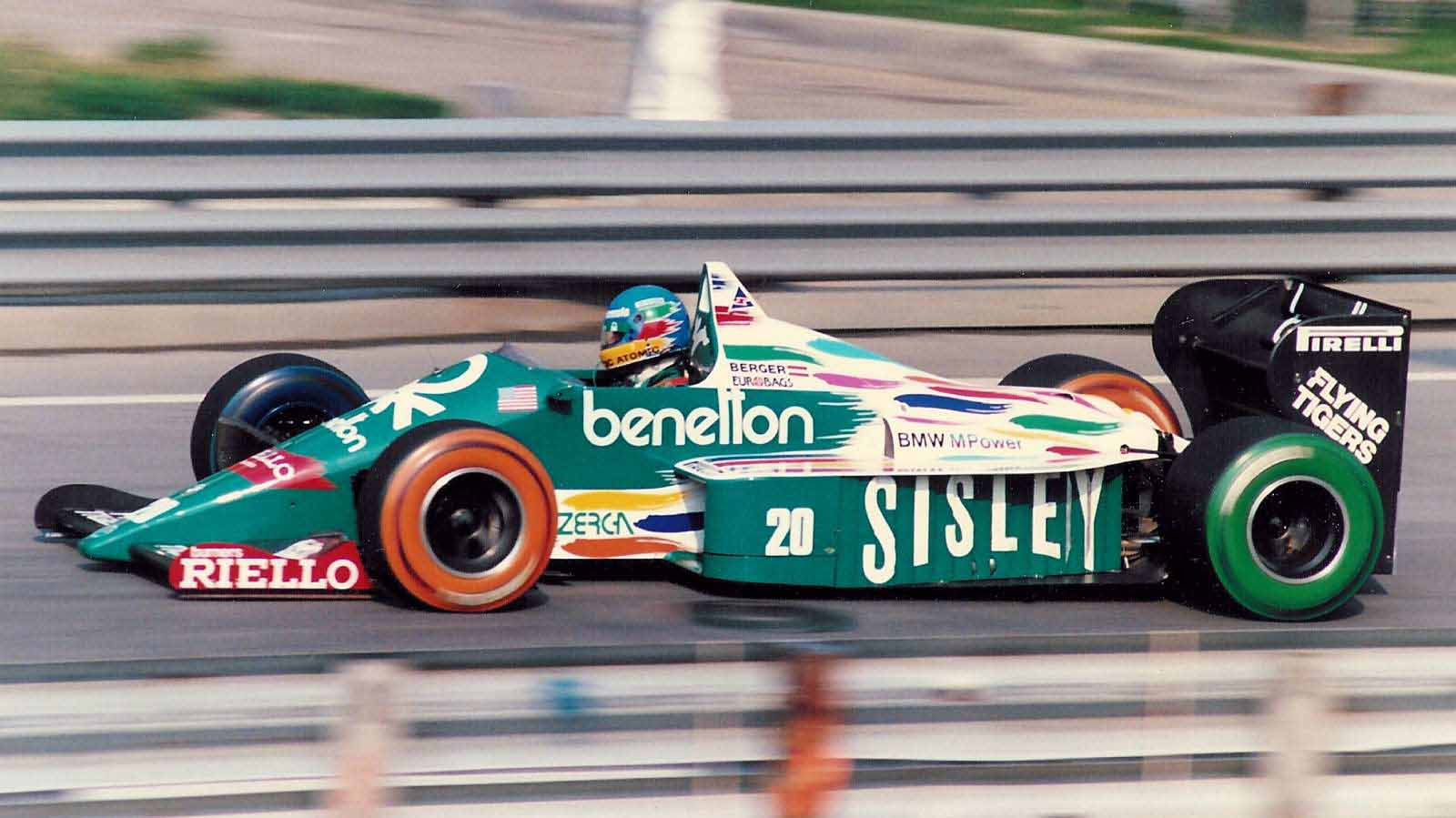
Benetton стала єдиною командою після Brabham, що здобувала перемогу з двигуном M12/13. На Фото Герхард Бергер за кермом Benetton B186 на Гран-прі Детройта 1986 року.

Для сезону 1986 року Мюррей розробив радикально низьке шасі BT55, метою якого було значно зменшити опір автомобіля та знизити його центр ваги. BMW виготовив двигун M12/13/1, який був нахилений набік, щоб поміститися в зменшений простір, відведений для двигуна. Незважаючи на свої теоретичні переваги, BT55 виявився неконкурентоспроможним, страждаючи від поганої тяги та численних механічних несправностей, спричинених проблемами поглинання масла в нахиленому двигуні. Крім того, команда зіштовхнулася з трагедією, коли Еліо де Анджеліс потрапив в смертельну аварію під час тестів на трасі Поль Рікар. Його заміна Дерек Ворвік і Ріккардо Патрезе, який повернувся в команду, набрали два очки за весь сезон. Результати Arrows також погіршились — команда набрала лише одне очко з Тьєрі Бутсеном, Марком Зурером і Крістіаном Даннером, а також втратила Зурера в середині сезону, коли швейцарський пілот отримав серйозні травми під час аварії на ралі. Таким чином, найуспішнішим партнерством BMW у 1986 році стало з новою командою Benetton, яка набрала 19 очок, виграла Гран-прі Мексики та здобула дві поул-позиції з Герхардом Бергером і Тео Фабі. Arrows і Benetton продовжували використовувати оригінальну «вертикальну» версію двигуна M12/13.
У 1987 році BMW скоротила повноцінне постачання двигунів до єдиної команди Brabham. В Brabham створили більш консервативне шасі BT56 і набрали десять очок разом з Патрезе, Андреа де Чезарісом і Стефано Моденою. Наприкінці року власник команди Берні Екклстоун, який все більше брав участь в управлінні комерційною частиною Формули-1, вирішив відмовитись від участі у змаганнях наступного року, завершивши перебування BMW як постачальника заводських турбодвигунів. Команда Arrows, однак, все ще прагнула використовувати вертикальну версію M12/13 і домовилася про те, щоб її титульний спонсор, USF&G, придбав решту запасів двигунів. Двигуни отримали назву «Megatron» і використовувалися на болідах Arrows у 1987 та 1988 роках, а також на болідах Ligier у 1987 році. В останньому з цих двох сезонів Arrows посіла п’яте місце в Кубку конструкторів, що стало найкращим результатом команди за її 25-річну історію.
У 1989 році технічний регламент був змінений, щоб заборонити двигуни з турбонаддувом, що стало кінцем для двигунів М12/13. За час перебування у Формулі-1 двигун приніс чемпіонство серед пілотів 1983 року та дев'ять перемог в Гран-прі. Він також допоміг здобути 15 поул-позицій і встановити 14 найшвидших кіл.

### Williams (2000–2005)

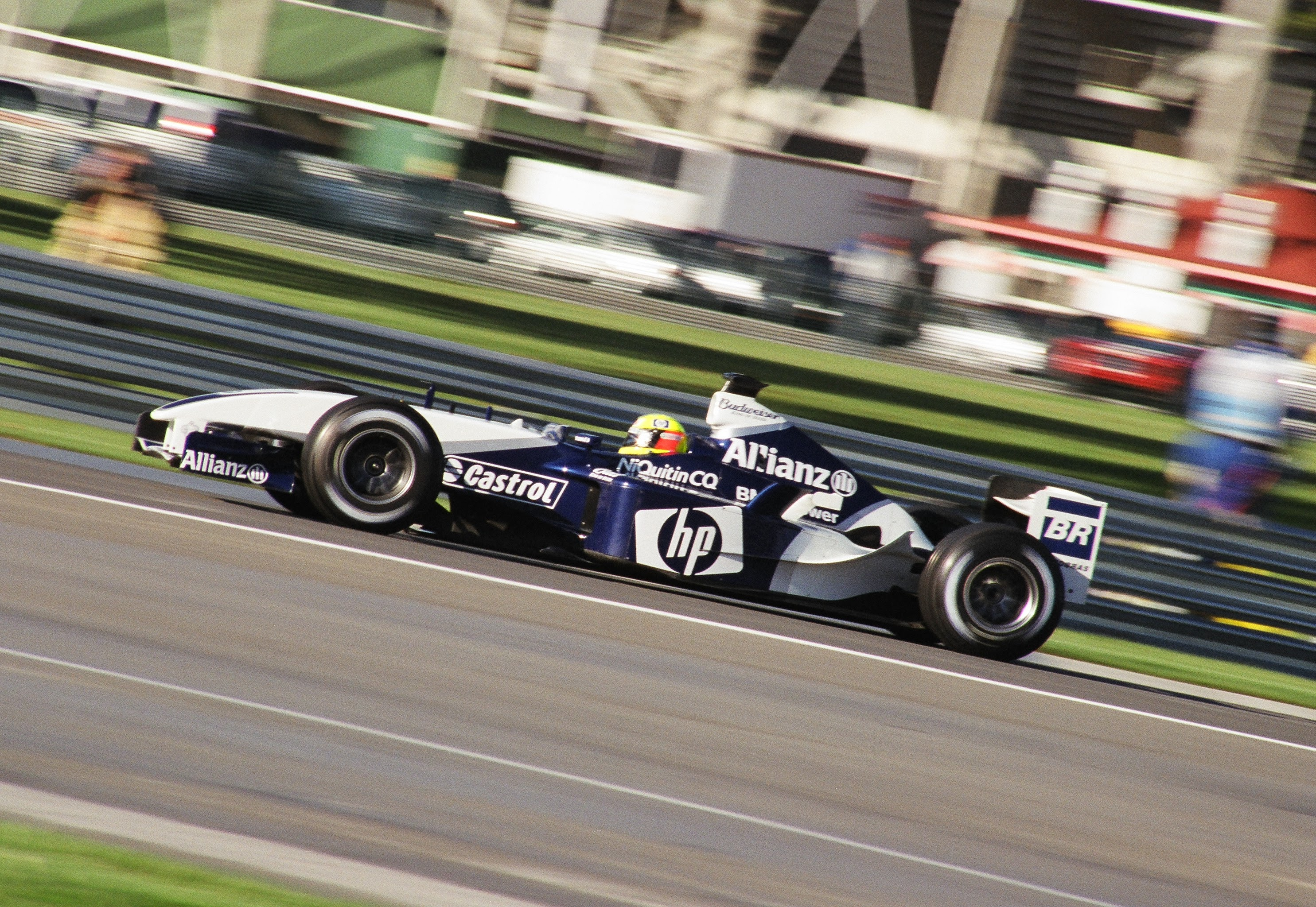
Ральф Шумахер за кермом Williams FW25 на Гран-прі США 2003 року. Сезон 2003 року став найуспішнішим з шести сезонів співпраці Williams з BMW.

Після десятирічної відсутності у Формулі-1 BMW почала оцінювати повернення в спорт наприкінці 1990-х років. У 1998 році марка підписала контракт на постачання двигунів команді Williams. В 1990-х Williams здобула чотири чемпіонства серед пілотів, а також п'ять Кубків конструкторів в успішному партнерстві з Renault, але французька компанія вирішила покинути Формулу-1 наприкінці 1997 року, через що власник команди Френк Вільямс і технічний директор Патрік Гед були змушені шукати нове партнерство щодо постачання двигунів, щоб команда могла залишатися конкурентоспроможною. Оскільки BMW знадобилося 18 місяців на розробку та тестування атмосферного трилітрового двигуна V10 відповідно до технічних норм, які суттєво змінилися з 1980-х років, в Williams були замушені використовувати старі двигуни Renault під маркою Mecachrome, а потім Supertec.
Двигун BMW E41 був готовий до участі в сезоні 2000 року та дебютував разом з Williams FW22, за кермом якого виступили Ральф Шумахер і Дженсон Баттон. Шумахер піднявся на подіум у першій гонці для двигуна та здобув ще два подіуми в Бельгії та Італії. Серія послідовних фінішів в очках допомогла Williams посісти третє місце в Кубку конструкторів, поступившись домінуючим командам Ferrari та McLaren, але випередивши інших більш досвідчених виробників двигунів.
Після відносно консервативного E41, BMW розробила більш агресивний двигун P80 для 2001 року, тип найменування якого зберігся до кінця участі BMW у Формулі-1. Двигун одразу продемонстрував значне підвищення потужності, що дозволило Шумахеру та його новому товаришу по команді Хуана-Пабло Монтою поборотися за перемоги в гонках. На Гран-прі Сан-Марино Шумахер приніс першу перемогу для нового двигуна BMW, а на Гран-прі Франції він здобув перший поул. Загалом обидва гонщики здобули чотири перемоги в гонках, але втратили інші можливості через ненадійність та гоночні інциденти. Шасі FW23 також не вистачало кращої притискної сили, щоб конкурувати з пілотами Ferrari та McLaren на будь-якій трасі, хоча болід показував спроможність боротися з ними на «силових трасах», таких як Гоккенгайм і Монца. Команда завершила сезон на третьому місці з 80 очками, скоротивши своє відставання від Ferrari та McLaren.
У 2002 році надійність та стабільність шасі FW24 було значно покращено, але в Ferrari зробили більш значний крок вперед із власним шасі F2002, що дозволило їм провести один з найбільш домінантних сезонів у Формулі-1. Williams набрали на дванадцять очок більше, ніж у попередньому році, що допомогло їм обійти McLaren в боротьбі за друге місце в Кубку конструкторів, але команда змогла здобути лише одну перемогу, яку їм приніс Ральф Шумахер на Гран-прі Малайзії. Хуана-Пабло Монтоя не зміг здобути жодної перемоги, попри сім стартів із поул-позицій.
У 2003 році команда Williams стала більш конкурентоспроможною, оскільки обидва гонщики здобули по дві перемоги, а Монтоя продовжував боротися за чемпіонство серед пілотів до передостанньої гонки сезону. Хоча FW25 продемонстрував багатообіцяючі результати в другій половині сезону, цього виявилось недостатньо в боротьбі за обидва титули. Команда знову завершила сезон на другому місці, відставши від Ferrari на 14 очок, що стало найкращим результатом для команди після переходу на двигуни BMW.
У 2004 році команда представила шасі FW26, яке отримало радикальну носову частину, розроблену Антонією Терці. Однак ця конструкція виявилася неефективною в черговий рік домінування Ferrari, і команда Williams опустилася на четверте місце в Кубку конструкторів, а тріумф Монтої на Гран-прі Бразилії став єдиною перемогою в сезоні 2004 року та останньою для партнерства Williams з BMW. Перед цим команда зазнала ганебної подвійної дискваліфікації на Гран-прі Канади через невідповідність гальмівної системи технічному регламенту. На Гран-прі США Шумахер отримав травму хребта, через що був змушений пропустити шість наступних гонок, а Монтоя отримав другу дискваліфікацію поспіль. Обидва пілоти покинули команду після закінчення сезону.
Сезон 2005 року, який став останнім для партнерства BMW з Williams, показав погіршення результатів команди, яка опустилася на п'яте місце в Чемпіонаті конструкторів. Жоден із трьох пілотів команди — Марк Веббер, Нік Гайдфельд і Антоніо Піццонія — не зміг виграти гонку, а найкращим результатом команди став подвійний подіум на Гран-прі Монако. На цей час відносини команди з постачальником двигунів погіршилися, оскільки компанія BMW вважала, що їхні двигуни здатні вигравати чемпіонати, але їх підводило шасі Williams. Компанія BMW запропонувала повністю викупити команду в надії отримати повний контроль над її спробами досягти успіху в Формулі-1, але Френк Вільямс відмовився від продажу. В підсумку в BMW вирішили викупити команду-конкурента Sauber на сезон 2006 року і розірвати угоду з Williams.

## BMW Sauber
BMW купила швейцарську команду Sauber у червні 2005 року, щоб сформувати команду BMW Sauber F1 Team (спочатку BMW планувала використовувати назву BMW F1 Team). Поглинання відбулося після того, як відносини BMW з Williams погіршилися в попередні місяці, а їх партнерство повністю завершилося в кінці сезону 2005 року. Команда, яка діяла за німецькою гоночною ліцензією, базувалася в штаб-квартирі Sauber в Гінвілі, Швейцарія, і в штаб-квартирі BMW в Мюнхені, Німеччина. BMW зберегли назву Sauber протягом сезонів 2006-2009 років через історичні причини, незважаючи на право власності BMW.
Команда двічі піднялась на подіум та завершила сезон п'ятою в чемпіонаті 2006 року, її першому сезоні у Формулі-1. За цим послідувало друге місце в 2007 році після того, як команда McLaren була виключена з чемпіонату. Роберт Кубіца здобув єдину перемогу команди на Гран-прі Канади 2008 року. Після невдалого сезону 2009 року BMW покинула Формулу-1 і продала команду назад її засновнику Петеру Зауберу.

### 2006

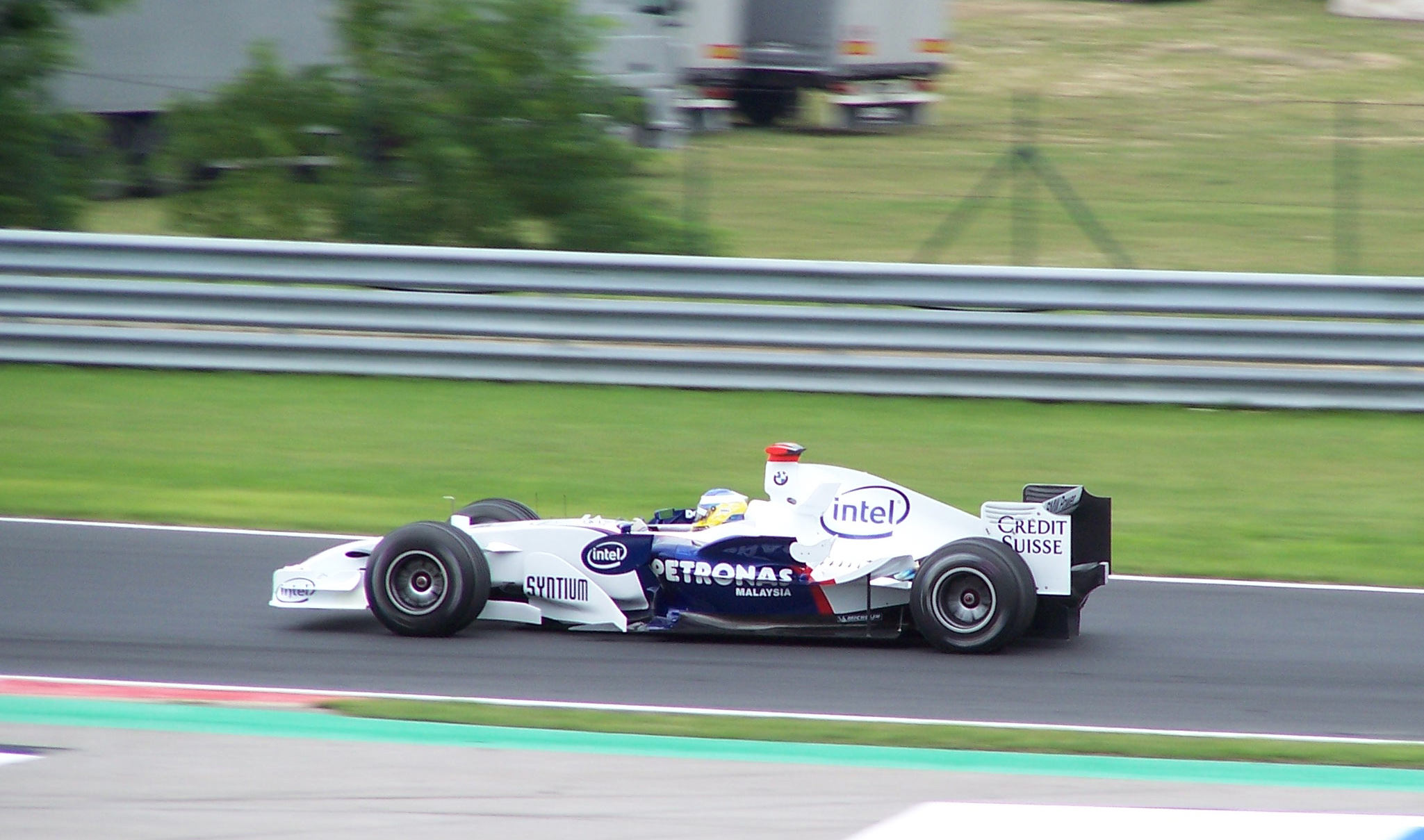
Нік Гайдфельд за кермом BMW Sauber F1.06 на Гран-прі Угорщини 2006 року, де він здобув перший подіум для команди в сезоні.

На сезоні 2006 року BMW Sauber підписали Ніка Гайдфельда з Williams на посаду основного пілота, тоді як чемпіон світу 1997 року Жак Вільнев мав чинний дворічний контракт із Sauber. Роберт Кубіца був підписаний на роль третього пілота команди. Команда продовжила використовувати потужності Sauber, здебільшого для побудови шасі та тестування в аеродинамічній трубі, тоді як штаб-квартира BMW у Мюнхені відповідала за створення нового 2,4-літрового двигуна P86 V8, що було зумовлено зміною технічного регламенту, який змусив замінити формулу 3-літрового двигуна V10. Нові двигуни BMW замінили двигуни Ferrari під маркою Petronas, які використовувалися на болідах Sauber з 1997 року. Основні спонсори команди Sauber, Petronas і Credit Suisse, поновили свої контракти з BMW. Команда також оголосила про технічне партнерство з технологічною компанією Intel. 16 січня 2006 року команда представила свій болід F1.06 з новою лівреєю, яка зберігалася протягом усього періоду перебування BMW у Формулі-1 та складалася з традиційних синьо-білих кольорів BMW з червоними акцентами.
До першої гонки в Бахрейні Нік Гайдфельд та Жак Вільне кваліфікувалися 10-м та 11-м відповідно. Вільнев зійшов в гонці через проблеми з двигуном, а Гайтфельд фінішував 12-м, відставши на одне коло від лідера.  Вільнев приніс перші очки для команди, посівши сьоме місце на Гран-прі Малайзії, в той час як Нік Гайдфельд був змушений зійти з дистанції через відмову двигуна наприкінці гонки, коли перебував на п'ятотому місці. Протягом перших двох третин сезону пілоти набирали очки, посідаючи сьоме та восьме місця, а також четверте та шосте місце для Гайдфельда та Вільнева відповідно на Гран-прі Австралії. На Гран-прі Франції команда використала радикальні аеродинамічні елементи «вежі-близнюки» на передній частині автомобіля, які мали покращити потік повітря над верхньою частиною шасі. Деталі були негайно заборонені Fédération Internationale de l'Automobile (FIA), оскільки вони були визнані такими, що перешкоджають огляду пілотів і таким чином ставлять під загрозу безпеку.
На Гран-прі Угорщини Гайдфельд приніс перший подіум для команди, стартувавши з десятого місця. У цій гонці також дебютував Роберт Кубіца, який замінив Вільнева після того, як останній потрапив в серйозну аварію на попередньому Гран-прі Німеччини. Кубіца фінішував сьомим, хоча пізніше був дискваліфікований, оскільки його машина виявилася недостатньою вагою. Офіційною причиною відсутності Вільнева було те, що він відновлювався після аварії, але пізніше команда оголосила, що зміна пілота була остаточною. Кубіца приніс BMW Sauber другий подіум у сезоні на Гран-прі Італії, після того, як провів більшість гонки на третьому місці та проїхав декілька кіл в статусі лідера під час першого раунду піт-стопів, тоді як Гайдфельд фінішував восьмим. Команда набрала в цілому 36 очок і фінішувала п'ятою в Кубку конструкторів, покращивши восьме місце Sauber з 20 очками в 2005 році.

### 2007

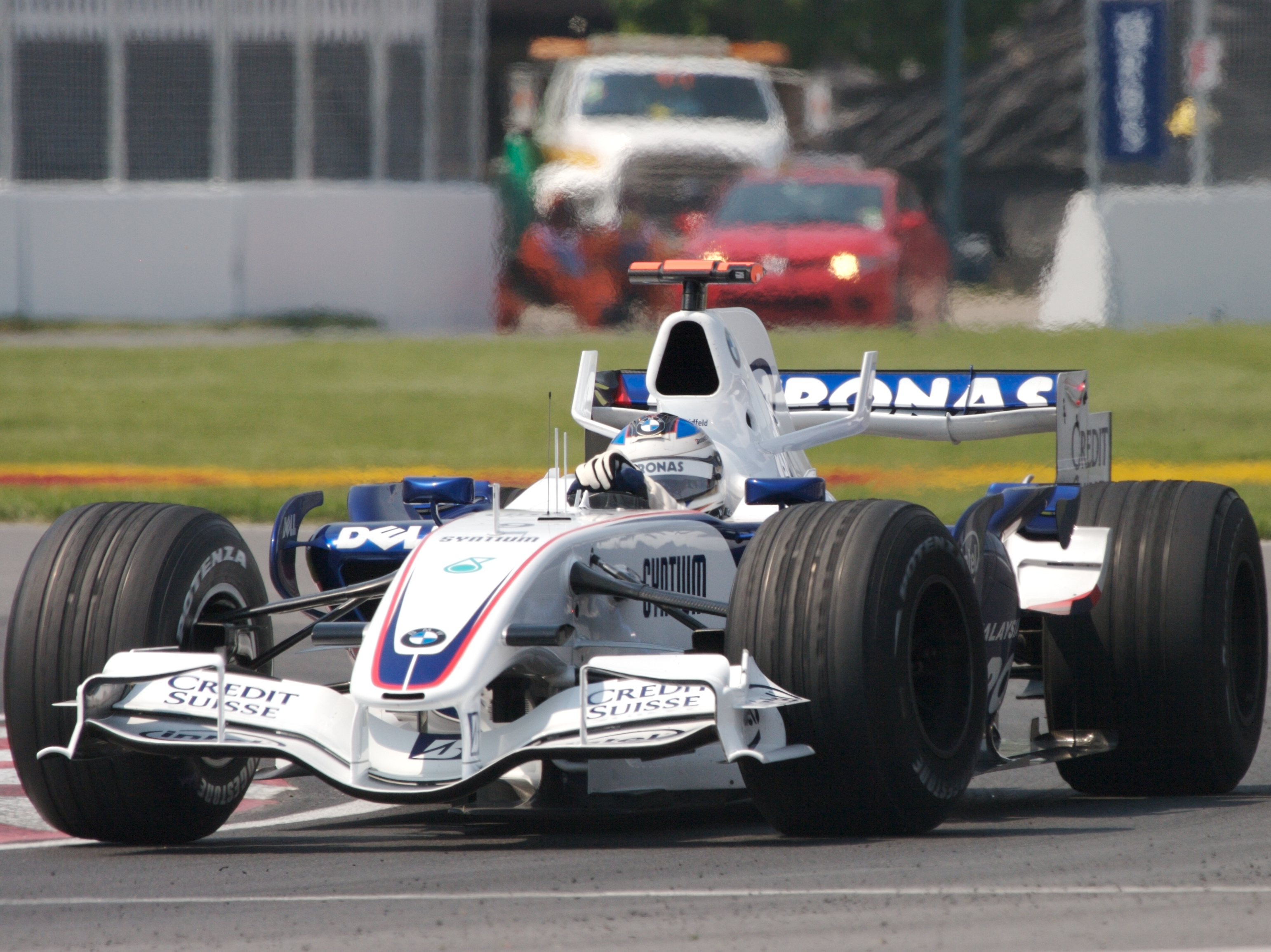
Нік Гайдфельд за кермом F1.07 на Гран-прі Канади 2007 року, де він показав найкращий результат команди в сезоні, фінішувавши другим.

19 жовтня 2006 року BMW оголосила, що Роберт Кубіца стане партнером Ніка Гайдфельда в сезоні Формули-1 2007 року, а Себастьян Феттель візьме на себе роль тестового та резервного пілота. Пізніше Тімо Глок був підписаний як другий тест-пілот команди. 16 січня 2007 року команда представила свій новий болід на сезон 2007 року, F1.07.
Новий автомобіль продемонстрував багатообіцяючу форму під час зимових випробувань та декілька разів очолював підсумкові таблиці. Проте голова команди Маріо Тайссен висловив деякі сумніви щодо надійності перед першою гонкою сезону. На Гран-прі Австралії Кубіца зійшов з гонки через проблему з коробкою передач, коли перебував на четвертому місці, а Гайдфельд, який їхав позаду нього, перейняв його позицію, так і фінішувавши четвертим. У перших гонках сезону Гайдфельд і Кубіца здобули достатньо очок, для того щоб закріпити BMW Sauber на третьому місці в Кубку конструкторів після Ferrari та McLaren. Тайссен також зазначив, що в плані темпу BMW Sauber знаходиться значно ближче до двох найкращих команд ніж до команд позаду.
Гран-прі Канади приніс команді неоднозначну результат. У той час як Гайдфельд показав найкращий результат BMW Sauber на той момент, посівши друге місце, Кубіца зазнав серйозної аварії, яка призвела до тривалого періоду автомобіля безпеки. ЗМІ спочатку повідомляли, що Кубіца зламав ногу, але пізніше виявилося, що він обійшовся лише вивихом щиколотки та струсом мозку. Феттель замінив Кубіцу на Гран-прі США, де він фінішував восьмим, ставши таким чином наймолодшим гонщиком, який набирав очкки у чемпіонаті світу Формули-1 на той момент. Пізніше в цьому сезоні Феттель перейшов в команду Toro Rosso, щоб замінити Скотта Спіда на посаді основного пілота.
Кубіца повернувся до гонок на Гран-прі Франції та підтвердив своє відновлення, фінішувавши на четвертій позиції. На Гран-прі Угорщини Гайдфельд приніс команді другий подіум в сезоні, фінішувавши тертім. До кінця сезону пілоти команди продовжили стабільно здобувати очки, набравши загалом 101 заліковий бал, що забезпечило BMW Sauber друге місце в Кубку конструкторів після дискваліфікації McLaren.  Гайдфельд набрав 61 очко проти 39 у Кубіци, тоді як єдина поява Феттеля принесла команді один додатковий бал.

### 2008

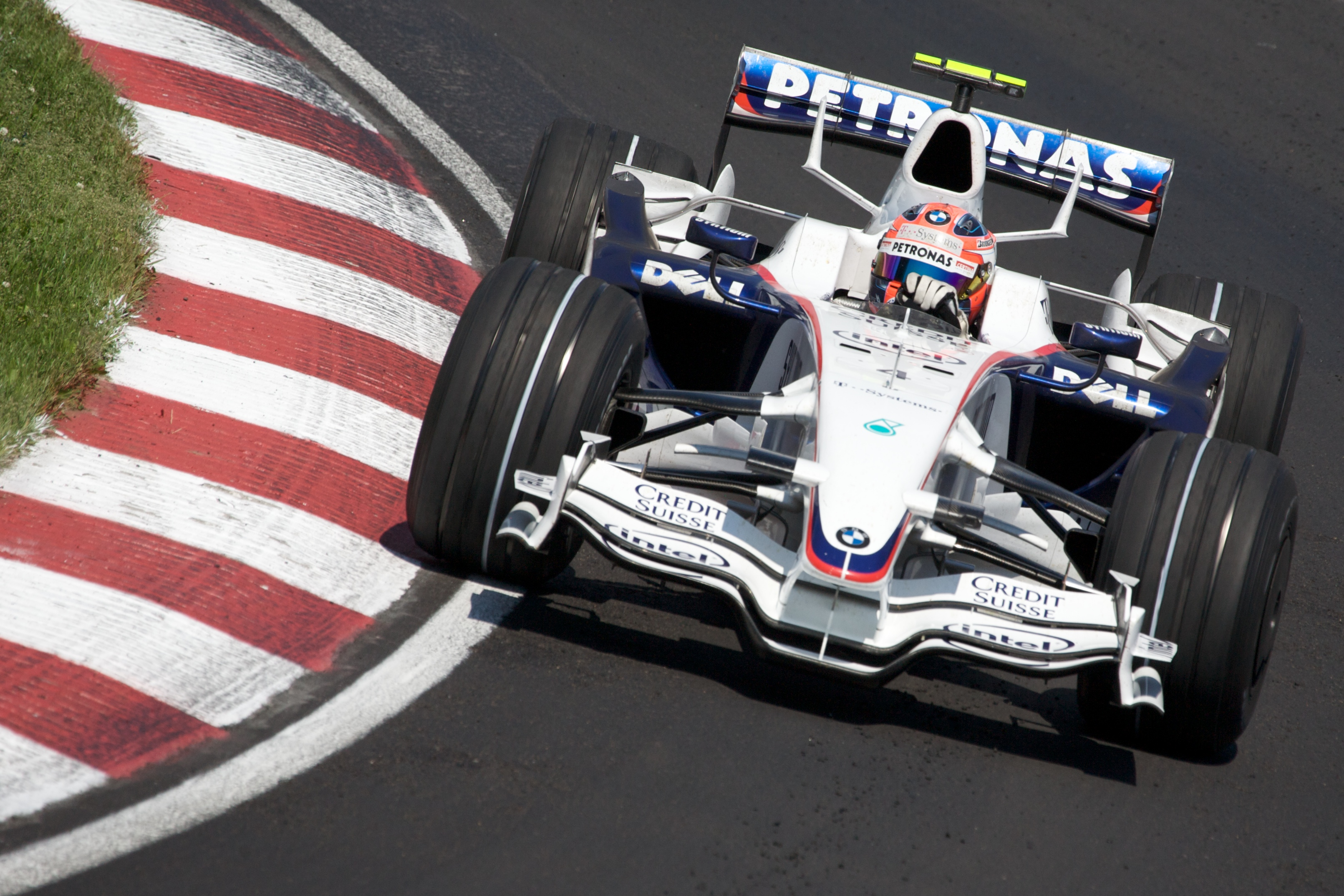
Роберт Кубіца за кермом F1.08 на Гран-прі Канади 2008 року, де він здобув першу та єдину перемогу для BMW Sauber.

21 серпня 2007 року в BMW підтвердили свій склад пілотів Гайдфельда та Кубіци на сезон 2008 року. 14 січня 2008 року на території комплексу BMW Welt, що в Мюнхені був офіційно представлений новий болід команди, F1.08. Наступного дня він дебютував на трасі у Валенсії з Робертом Кубіцею за кермом. Керівник команди Маріо Тайссен поставив за мету досягти першої перемоги команди.
BMW Sauber добре розпочали сезон, Кубіці майже вдалося досягти поулу, але завадила помилка на його найкращому кваліфікаційному колі в Мельбурні. Але в гонці Кубіца зіткнувся з Кадзукі Накадзімою та був змушений завершити гонку досроково, в той час як Гайдфельд стартував з п'ятого місця та фінішував другим. В наступній гонці в Малайзії Кубіца посів друге місце, а Гайдфельд фінішував шостим і показав найшвидше коло гонки. Команда заробила загалом 11 очок в Малайзії, що стало найкращим результатом команди в одному Гран-прі на той час. На Гран-прі Бахрейну Кубіца здобув перший поул-позишн для себе та команди, обійшовши Феліпе Массу трохи менше ніж на три сотих секунди. В гонці Кубіца та Гайдфельд фінішували третім і четвертим відповідно, що дозволило BMW Sauber вперше вийти в лідери чемпіонату серед конструкторів. На Гран-прі Монако Роберт Кубіца приніс команді чергове друге місце, випередивши обидва боліда Ferrari та відставши від McLaren Льюїса Гамільтона всього лише на три секунди.
На Гран-прі Канади 2008 року Роберта Кубіца здобув свою першу перемогу, що також стало першою перемогою для BMW Sauber, а Нік Гайдфельд фінішував другим, стартувавши з восьмої позиції. Перемогу вдалося здобути після того, як Льюїс Гамільтон зіткнувся з Кімі Ряйкконеном на пітлейні, що завершило гонку для обох пілотів. Кубіца дотримувався іншої стратегії дозаправки, ніж Гайдфельд, який також ненадовго лідирував у гонці, перш ніж забезпечити фініш на найвищих двох позиціях для BMW Sauber з комфортною перевагою.
Після проривної перемоги команди основні сили було переорієнтовано на розробку боліда 2009 року, де вступав у дію новий регламент. Це дуже роздратувало Кубіцу, який лідирував у чемпіонаті після Гран-прі Канади, оскільки він відчував, що вони могли мати реальні шанси отримати принаймні один з титулів. Відсутність розвитку відобразилася в падінні результатів протягом другої половини сезону, унаслідок чого BMW почала поступатись в гонках Renault, Toyota і навіть Toro Rosso, які розпочали сезон як одна з найповільніших команд. Незважаючи на це, Кубіца залишався з математичними шансами на перемогу в чемпіонаті серед пілотів до Гран-прі Китаю, 17-го раунду з 18.
BMW Sauber завершила сезон 2008 року на третьому місці, набравши загалом 135 очок. У жовтні команда підтвердила, що Роберт Кубіца та Нік Гайдфельд продовжать виступати за команду в сезоні 2009 року.

### 2009

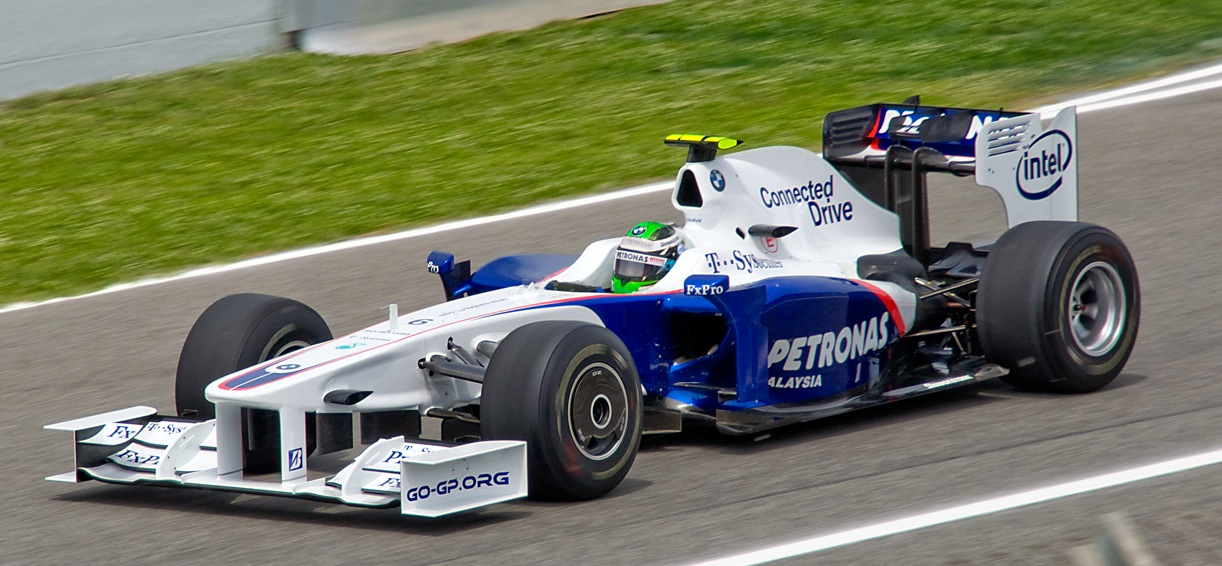
Невтішні результати шасі F1.09 посприяли виходу BMW з Формули-1 в кінці сезону. На фото Нік Гайдфельд на Гран-прі Іспанії 2009 року.

BMW Sauber розпочинала підготовку до сезону 2009 року з планами на боротьбу за титул, але початок сезону перетворився на суцільне розчарування для команди. Під час першої гонки в Мельбурні Роберт Кубіца йшов на третьому місці, але зіштовхнувся з Себастьяном Феттелем під час боротьби за друге місце та був змушений зійти з гонки. В наступній гонці в Малайзії Нік Гайдфельд здобув для команди перший подіум в сезоні, але після перших шести гонок BMW Sauber загалом заробила лише шість очок та посідала восьме місце в Кубку конструкторів. Для Гран-прі Туреччини було анонсовано низку оновлень, включаючи покращену систему рекуперативного гальмування (KERS) та подвійний дифузор. У той час як новий дифузор з'явився на болідах BMW Sauber, команда вирішила все ж таки відмовитись від використання KERS в Туреччині. В гонці Кубіца здобув свої перші очки в сезоні, фінішувавши сьомим, в той час як Гайдфельд закінчив гонку одинадцятим. Після кваліфікації на Гран-прі Великої Британії Маріо Тайссен оголосив, що команда вирішила припинити подальшу розробку KERS, хоча вона була одним із найбільших прихильників цієї системи в минулому, і натомість зосередитися на покращенні аеродинаміки автомобіля. Це залишило Ferrari і McLaren єдиними командами, які продовжили використовувати систему KERS. На Гран-прі Європи у Валенсії Роберт Кубіца набрав перші очки для команди після гонки в Туреччині.
Після засідання керівництва BMW 28 липня, компанія провела прес-конференцію наступного ранку, на якій підтвердила вихід команди з Формули-1 наприкінці 2009 року. Голова Норберт Райтгофер назвав це рішення стратегічним. Згодом Асоціація команд Формули-1 опублікувала заяву у відповідь, в якій пообіцяла допомогти команді залишитися у Формулі-1.
15 вересня 2009 року було оголошено, що BMW Sauber знайшли покупця, компанію Qadbak Investments Limited, яка представляла інтереси Європи та Близького Сходу. Проте Lotus отримав 13-те і останнє доступне місце у сезоні 2010 року. Команда отримала те, що було названо 14-ю заявкою, яка залежала або від того, що одна з команд покине Формулу-1, або від того, що всі інші команди погодяться дозволити участь 28 автомобілів у сезоні 2010 року.
22 листопада швейцарська газета SonntagsZeitung повідомила, що спроба Qadbak придбати команду провалилася, оскільки у неї не було необхідних коштів. Qadbak виявилася підставною компанією без активів та без інвесторів. 27 листопада 2009 року було оголошено, що Петер Заубер викупить команду за умови, що команда отримає заявку FIA на сезон 2010. Згодом FIA надала заявку Sauber 3 грудня, після того як Toyota вирішила покинути Формулу-1. У 2010 році команда перейшла на використання двигунів Ferrari, але була змушена продовжити використовувати назву BMW Sauber.

## Результати двигунів BMW в Формулі-1 (1952–2009)
| Учасник                  | Сезон(и)   | Перемоги | Перша перемога           | Остання перемога       | Поули | Перший поул            | Останній поул             |
| ------------------------ | ---------- | -------- | ------------------------ | ---------------------- | ----- | ---------------------- | ------------------------- |
| Frazer Nash              | 1952       | 0        | —                        | —                      | 0     | —                      | —                         |
| Ернест Клодвіг           | 1952–1953  | 0        | —                        | —                      | 0     | —                      | —                         |
| Рудольф Краузе           | 1952       | 0        | —                        | —                      | 0     | —                      | —                         |
| "Бернгард Наке"          | 1952       | 0        | —                        | —                      | 0     | —                      | —                         |
| Віллі Кракау             | 1952       | 0        | —                        | —                      | 0     | —                      | —                         |
| Марсель Бальза           | 1952       | 0        | —                        | —                      | 0     | —                      | —                         |
| Dora Greifzu             | 1953       | 0        | —                        | —                      | 0     | —                      | —                         |
| Ганс Кленк               | 1954       | 0        | —                        | —                      | 0     | —                      | —                         |
| Bayerische Motoren Werke | 1967–1968  | 0        | —                        | —                      | 0     | —                      | —                         |
| Lola Racing Ltd          | 1967       | 0        | —                        | —                      | 0     | —                      | —                         |
| Brabham                  | 1981–1987  | 8        | Гран-прі Канади 1982     | Гран-прі Франції 1985  | 13    | Гран-прі Австрії 1982  | Гран-прі Нідерландів 1985 |
| ATS                      | 1983–1984  | 0        | —                        | —                      | 0     | —                      | —                         |
| Arrows                   | 1984–1988† | 0        | —                        | —                      | 0     | —                      | —                         |
| Benetton                 | 1986       | 1        | Гран-прі Мексики 1986    | Гран-прі Мексики 1986  | 2     | Гран-прі Австрії 1986  | Гран-прі Італії 1986      |
| Ligier                   | 1987†      | 0        | —                        | —                      | 0     | —                      | —                         |
| Williams                 | 2000–2005  | 10       | Гран-прі Сан-Марино 2001 | Гран-прі Бразилії 2004 | 17    | Гран-прі Франції 2001  | Гран-прі Європи 2005      |
| BMW Sauber               | 2006–2009  | 1        | Гран-прі Канади 2008     | Гран-прі Канади 2008   | 1     | Гран-прі Бахрейну 2008 | Гран-прі Бахрейну 2008    |
| Загалом                  | 1952–2005  | 20       | Гран-прі Канади 1982     | Гран-прі Канади 2008   | 33    | Гран-прі Австрії 1982  | Гран-прі Бахрейну 2008    |

† Двигуни BMW використовувались під брендом Megatron у 1987 та 1988 роках.